# Karantén meló
A Karantén meló (eredeti cím: Locked Down) 2021-ben bemutatott amerikai romantikus bűnügyi filmvígjáték, amelyet  Steven Knight forgatókönyvéből Doug Liman rendezett. A főbb szerepekben Anne Hathaway, Chiwetel Ejiofor, Stephen Merchant, Mindy Kaling, Lucy Boynton, Mark Gatiss, Claes Bang, Ben Stiller és Ben Kingsley látható.
A filmet teljes egészében a COVID-19 világjárvány idején írták, finanszírozták és forgatták. Ez volt az első olyan film, amely a Warner Bros. Pictures 2021-es logóját használja a képernyőn.
Az Egyesült Államokban 2021. január 14-én mutatta be az HBO Max, vegyes kritikai fogadtatás mellett.

## Rövid történet
Egy pár nagy kockázatú, nagy tétekkel járó ékszerrablással próbálkozik egy áruházban.

## Cselekmény
Paxton és Linda elégedetlen házaspár a Covid19-világjárvány idején Londonban tartózkodik, ahol személyes és szakmai kihívásokkal kell szembenézniük. Paxton bűnözői múltja korlátozza munkalehetőségeit, míg Linda az alkalmazottak elbocsátásával betöltött szerepével küzd. Fontolgatják, hogy ellopnak egy értékes gyémántot a Harrodsból, de addig halogatják a döntést, amíg a tulajdonukba nem kerül. A rablás során találkoznak egy korábbi kollégájukkal, Donalddal, aki hajlandó segíteni nekik. Miközben a kapcsolatukon töprengenek, a karantént meghosszabbítják, ami további bizonytalanságot hoz az életükbe.

## Szereplők
| Szerep                                      | Színész          | Magyar hang         |
| ------------------------------------------- | ---------------- | ------------------- |
| Linda, Paxton külön élő partnere            | Anne Hathaway    | Bogdányi Titanilla  |
| Paxton, Linda különélő partnere             | Chiwetel Ejiofor | Kálid Artúr         |
| Michael Morgan, a Harrods biztonsági főnöke | Stephen Merchant | Barát Attila        |
| Kate, Linda egykori munkatársa a Harrodsnál | Mindy Kaling     | Mezei Kitty         |
| Charlotte                                   | Lucy Boynton     |                     |
| Donald, Linda munkatársa                    | Mark Gatiss      | Láng Balázs         |
| Essien, Linda cégének tulajdonosa           | Claes Bang       | Megyeri János       |
| David, Paxton féltestvére                   | Dulé Hill        | Zöld Csaba          |
| Maria, David felesége                       | Jazmyn Simon     | Zakariás Éva        |
| Martin, Paxton munkatársa                   | Sam Spruell      | Fekete Zoltán       |
| Paxton és Linda szomszédja                  | Frances Ruffelle |                     |
| Guy, Linda főnöke                           | Ben Stiller      | Kálloy Molnár Péter |
| Malcolm, Paxton főnöke                      | Ben Kingsley     | Szersén Gyula       |
| Natasha                                     | Katie Leung      | Vági Viktória       |

### Magyar változat
- Magyar szöveg: Szojka László
- Hangmérnök: Hegede Béla
- Vágó: Házit Sándor
- Gyártásvezető: Rába Ildikó
- Szinkronrendező: Dobay Brigitta
- Produkciós vezető: Marjai Szabina

A szinkront az SDI Media Hungary készítette el.

## Szereplők
- Anne Hathaway – Linda, Paxton külön élő partnere
- Chiwetel Ejiofor – Paxton, Linda különélő partnere
- Stephen Merchant – Michael Morgan, a Harrods biztonsági főnöke
- Mindy Kaling – Kate, Linda egykori munkatársa a Harrodsnál
- Lucy Boynton – Charlotte
- Mark Gatiss – Donald, Linda munkatársa
- Claes Bang – Essien, Linda cégének tulajdonosa
- Dulé Hill – David, Paxton féltestvére
- Jazmyn Simon – Maria, David felesége
- Sam Spruell – Martin, Paxton munkatársa
- Frances Ruffelle – Paxton és Linda szomszédja
- Ben Stiller – Guy, Linda főnöke
- Ben Kingsley – Malcolm, Paxton főnöke

## A film készítése
A filmet 2020 szeptemberében jelentették be Lockdown címmel, a rendezője Doug Liman lett, forgatókönyvírója pedig Steven Knight. Anne Hathawayt jelentették be a főszerepre, a forgatás még abban a hónapban kezdődött Londonban. Chiwetel Ejiofor, Ben Stiller, Lily James, Stephen Merchant, Dulé Hill, Jazmyn Simon és Mark Gatiss is csatlakoztak a projekthez. 2020 októberében Mindy Kaling, Ben Kingsley és Lucy Boynton csatlakozott a film szereplőgárdájához, Boynton pedig James helyére lépett. Claes Bang, Sam Spruell és Frances Ruffelle 2021 januárjában csatlakoztak a filmhez.
A filmet 18 nap alatt forgatták.
John Powell szerezte a film zenéjét, így a 2010-es Államtrükkök óta először dolgozott együtt Doug Limannal.

## Megjelenés
A filmet az HBO Max rövid időn belül, 2020 decemberében vásárolta meg, és 2021 elején tervezte a bemutatót. 2021. január 14-én került a mozikba, és ez a legelső film, amely a Warner Bros. Pictures 2019-es logójának hivatalos, megújult változatát viselte.